# Человек и цепи
Человек и цепи (азерб. Zəncirlənmiş adam) — советская короткометражная драма 1964 года производства Азербайджанского ТВ ЦТ СССР.

## Синопсис
Фильм посвящён трагедии человека, нужда которого заставила заменить собаку во дворе богача. Фильм снят по мотивам рассказа аргентинского писателя Освальдо Драгуна.

## Создатели фильма

### В ролях
- Агададаш Курбанов — Альвардо
- Тамилла Агамирова — Мария (озвучила Тамара Сёмина)
- Адиль Искендеров — Никандро
- Станислав Ковтун — Маноелц
- Садых Гусейнов — Базилио
- Константин Адамов — Хуан (озвучил Борис Баташев)
- Б. Чукмасов — Сальваторе
- В. Отрадинский
- М. Лезгишвили
- Фарадж Мейбуллаев - Эстобан

### Административная группа
- оригинальный текст : Освальдо Драгун
- режиссёр-постановщик : Камиль Рустамбеков
- автор сценария : Анвар Алибейли (в титрах — Анвар Алибеков)
- оператор-постановщик : Эдуард Бадалов
- художник-постановщик : Джабраиль Азимов
- композитор : Фарадж Гараев
- звукооператор : Игорь Попов